# Bronzeskulptur
Bronze er det mest populære metal til støbning af metalskulpturer; en bronzeskulptur bliver ofte bare kaldt "en bronze". Bronzestatuer findes i en læng række udforminger af enkeltpersoner, grupper, relieffer, dyr eller nonfigurativ kunst. I mogle tilfælde bliver bronzeskulpturer forgyldt.
De fremstilles ved teknikken cire perdue eller "den tabte voks". Først fremstilles, undtagen ved meget små figurer, en kerne af ler, der skal resultere i et hulrum inden i den færdige statue. Derved spares vægt og mængden af den dyre bronze. Uden på kernen lægges et tyndt lag voks, hvori figuren modelleres færdig. 
Kernen og senere vokslaget kan fremstilles ved afstøbning i en form lavet over gipsmodellen til statuen. Leret i kernen trækker sig lidt sammen, når det tørrer, hvilket kan give plads til voksen. 
I nogle tilfælde laves huller i vokslaget, hvorigennem kernen senere kan fjernes (og hullerne lappes ved lodning). Der skabes forbindelser mellem kernen og den ydre form ved at presse små metalstykker igennem voksen. Disse forbindelser skal hindre kernen i at flytte sig, når vokset fjernes. 
Endelig pakkes figuren ind i et tykt lag ler, evt. forstærket med jernbånd. En anden mulighed er et placere formen i en udgravning og støtte den med sand. 
Vokset fjernes ved at brænde det ud fra formen. Det kræver enten et eller flere afløb nederst i formen, eller at formen vendes på hovedet. 
Den smeltede bronze hældes ind i formen, hvorved voksen smelter og løber ud af formn, og bronzen tager dens plads. Formen slås enten i stykker eller pilles fra hinanden, så den kan genbruges.
Bronzeskulpturer har været fremstillet siden oldtiden, og der findes flere bevarede eksempler fra oldtidens Grækenland og Romerriget.